# Parti conservateur (Chili)
 (août 2018).
Si vous disposez d'ouvrages ou d'articles de référence ou si vous connaissez des sites web de qualité traitant du thème abordé ici, merci de compléter l'article en donnant les références utiles à sa vérifiabilité et en les liant à la section « Notes et références ».
Pour les articles homonymes, voir Parti conservateur.
Le Parti conservateur (espagnol : Partido Conservador) a été l'un des principaux partis politiques chiliens de sa fondation en 1836 jusqu'à son éclatement en 1949. Son organisation de jeunesse scissionna en 1935 pour créer la Phalange nationale (social-chrétienne). En 1953, il se reforma sous le nom de Parti conservateur uni.